# Comuna de Lipsko
Lipsko (polaco: Gmina Lipsko) é uma gminy (comuna) na Polónia, na voivodia de Mazóvia e no condado de Lipski. A sede do condado é a cidade de Lipsko.
De acordo com os censos de 2004, a comuna tem 11.647 habitantes, com uma densidade 86,1 hab/km².

## Área
Estende-se por uma área de 135,21 km², incluindo:
- área agricola: 78%
- área florestal: 15%

## Subdivisões
- Babilon, Borowo, Boży Dar, Dąbrówka, Długowola Druga, Długowola Pierwsza, Gołębiów, Gruszczyn, Helenów, Huta, Jakubówka, Jelonek, Józefów, Katarzynów, Krępa Górna, Krępa Kościelna, Leopoldów, Leszczyny, Lipa-Krępa, Lipa-Miklas, Małgorzacin, Maruszów, Maziarze, Nowa Wieś, Poręba, Ratyniec, Szymanów, Śląsko, Tomaszówka, Walentynów, Wiśniówek, Wola Solecka Druga, Wola Solecka Pierwsza, Wólka, Zofiówka.

## Comunas vizinhas
- Chotcza, Ciepielów, Sienno, Solec nad Wisłą, Rzeczniów